# Auguste Keufer
Auguste Keufer (Sainte-Marie-aux-Mines, 20 avril 1851 - Paris, 30 mars 1924) est un syndicaliste français. Ouvrier du Livre, il est considéré comme l'un des militants les plus importants du mouvement ouvrier français.

## Biographie
Orphelin, ayant connu la pauvreté, Auguste Keufer apprend le métier de typographe chez l'imprimeur du Haut-Rhin Jardel. Après l'annexion de l'Alsace, optant pour la France, il quitte sa ville natale et « monte » à Paris à la fin de l'année 1871. Cette origine alsacienne explique sans doute son ralliement immédiat à la politique d'Union sacrée contre l'Allemagne en 1914.

### Le père fondateur de la Fédération du Livre CGT
Compositeur-typographe il adhère au syndicat en 1872. Il s'affiche comme l'apôtre de l'entraide et de la solidarité au sein de la Fédération française du syndicat du livre (FFSL), créée en 1882, et devient président de la Fédération française des travailleurs du Livre (FFTL) entre 1882 et 1883, puis secrétaire général de décembre 1884 à janvier 1920. Cette fédération adhérente à la CGT dès la fondation de celle-ci (1895) change de statut à la suite du Congrès de Bourbannes en 1886 ; elle est toujours présente dans le paysage syndical français : le 27 février 1987, à la suite de la fusion de la Fédération des travailleurs du livre et de la Fédération des travailleurs des Industries papetières, elle prend le nom de FILPAC-CGT.
 Durant le mandat de Keufer à la tête de cette Fédération, long de trente-huit ans, le nombre de sections syndicales passe de 62 en 1884 à 230 en 1920 et le nombre des syndiqués passe pour la même période de 6 000 à 22 000,.

### Un des créateurs de la CGT
Présent au Congrès de Limoges en septembre 1895, Auguste Keufer est l'un des fondateurs de la CGT. Il en est le premier trésorier. Il occupe cette fonction de 1895 à 1897. Il est également membre du Parti socialiste. Cependant, présent à Amiens, lors du congrès de la CGT de 1906, il vote la  Charte d'Amiens, comme l'ensemble de la Fédération du Livre et de ceux qu'on nomme réformistes.

### Tenant du «réformisme» dans le mouvement syndical
Disciple d'Auguste Comte, il adopte le positivisme religieux, et est président du cercle des prolétaires positivistes en 1880. Homme influent, autodidacte et membre de la Société des Universités populaires, il ne cesse de répéter que le prolétariat doit s'astreindre à une éducation intellectuelle, morale et civile.
Il est l'auteur de nombreux ouvrages et rapports sur la vie et la condition ouvrière et syndicale, notamment sur le droit de grève.

## Hommages
À sa mort, deux mille personnes assistent à ses funérailles grandioses. Son nom a été attribué à une place à Sainte-Marie-aux-Mines, et à Saint-Étienne, une école bordelaise, et à la rue Keufer dans le 13e arrondissement de Paris.

## Sources
- Keufer, Auguste (1851-1924), pelloutier.net (consulté le 13-02-2007)